# كهف الكتان
كهف الكتان أو الكهف الرخامي هو كهف يقع في ولاية عبري بمحافظة الظاهرة في سلطنة عمان. ويبعد عن عبري 8 كيلو مترًا، ويتميز بلمعانه الشديد الذي يشبه الرخام، وكذلك بتشكيلات جيولوجية جميلة، ونقوش صخرية. الوصول إليه صعب.